# 10圓新台幣硬幣
10圓新台幣硬幣，最早發行於民國50年（1961年）9月15日，當時為第一套橫式新臺幣所發行的硬幣，之後第五套橫式新臺幣於民國100年（2011年）1月11日發行新版的10圓硬幣，然而舊版拾圓硬幣仍可流通。
流通幣總計兩種版型，另外還有6種流通紀念幣。

## 版型

### 流通貨幣
| 圖案 | 說明 |
|      | - 舊版拾圓：參見「第三套橫式新臺幣/硬幣」。 - 材質：銅幣（含鎳25%）。 - 正面圖案：蔣中正左向半側面像（中下）、發行年份（右至左）。 - 背面圖案：「拾圓」（右至左）、數字「10」字樣（中下）、梅花枝（左右各一），花朵各5朵。 - 發行年分：民國70年（1981年）12月8日首次发行。 年版（首發）：民國70年。其鑄造年版只有70至86年及92至99年。 發行地區：臺灣。 直徑：26毫米。 重量：7.5公克。 幣邊：全絲邊。 |
|      | - 新版拾圓：參見「第五套橫式新臺幣/硬幣」。 - 材質：銅幣（銅鎳合金，含鎳25%）。 - 正面圖案：孫中山正面像、發行年份（左至右）。 - 背面圖案：如意框圍「國泰」及「民安」兩組交錯隱藏文字（置上、排列左至右），數字「10」及「圓」字樣（置下、排列左至右）、數字10之「0」內有「臺灣」及「梅花」兩組隱藏圖樣。最下方刻示盲人觸摸點1點「● 」。 - 發行年分：民國100年（2011年）1月11日发行。 年版（首發）：民國100年。其鑄造年版只有100至110年。 發行地區：臺灣。 直徑：26毫米。 重量：7.5公克。 幣邊：全絲邊。 |

### 流通紀念幣
除了上述兩版拾圓硬幣之外還有6種不同於一般拾圓硬幣的流通紀念幣，主要是為了紀念特殊人事物，但在價值及尺寸上和一般拾圓硬幣相同。
| 圖案 | 說明 |
|      | - 產品名稱：「臺灣光復五十週年紀念」流通硬幣 - 材質：銅幣（含鎳25%）。 - 正面圖案：「地球及臺、澎、金、馬」圖案、發行年份、「臺灣光復五十週年紀念 （页面存档备份，存于）」（排列右至左）等字樣。 - 背面圖案：上緣-「共同經營大台灣」（排列右至左）篆書體字樣，下緣-「摶聚休戚與共的生命共同體」篆書體、「拾圓」（置中、排列右至左）、「10」（中下）等字樣、。 - 發行時間：民國84年（1995年）10月23日。 年版：民國84年 發行地區：臺灣 直徑：26毫米。 重量：7.5公克。 幣邊：全絲邊。              |
|      | - 產品名稱：「新臺幣發行五十週年紀念」流通硬幣 - 材質：銅幣（含鎳25%）。 - 正面圖案：已發行之各類硬幣重疊圖案、發行年份字樣（排列右至左）。 - 背面圖案：上緣-「新臺幣發行五十週年紀念」（排列右至左）、發行年份記錄（數字排列左至右）等字樣，「拾圓」（置中、排列右至左）、下緣-數字「10」等字樣、春秋、戰國布幣圖案10枚（左右各排列5枚）。 - 發行時間：民國88年（1999年）6月22日。 年版：民國88年 發行地區：臺灣 直徑：26毫米。 重量：7.5公克。 幣邊：全絲邊。                                 |
|      | - 產品名稱：「千禧年紀念」流通硬幣 - 材質：銅幣（含鎳25%）。 - 正面圖案：「中華民國千禧年」雲龍標誌（置中）、發行年份（上緣）、「拾圓」（排列右至左）、「10」等字樣（下緣）。 - 背面圖案：上緣-「慶祝千禧年」（右至左）字樣，下緣- 龍、珠形式圖案。 - 發行日期：民國89年（2000年）7月15日。 年版：民國89年 發行地區：臺灣 直徑：26毫米。 重量：7.5公克。 幣邊：全絲邊。 |
|      | - 產品名稱：「中華民國建國九十年紀念」流通硬幣 - 材質：銅幣（含鎳25%）。 - 正面圖案：國父孫中山先生半側面像、紀念發行年份（排列右至左）、中華民國建國年份（1911－2001）紀錄（數字排列左至右）。 - 背面圖案：上緣-圓形圖案內含「國運昌隆」（右至左）及「雙十煙火」兩組交錯隱藏文字，下緣-「10圓」字樣（排列左至右）。點狀幾何圖紋一圈。 - 發行時間：民國90年（2001年）10月9日。 年版：民國90年 發行地區：臺灣 直徑：26毫米。 重量：7.5公克。 幣邊：全絲邊。                                      |
|      | - 產品名稱：「蔣故總統經國先生百年誕辰紀念」流通硬幣 - 材質：銅幣（含鎳25%）。 - 正面圖案：「蔣經國」先生半正面像、發行年份、「蔣故總統經國先生百年誕辰紀念 （页面存档备份，存于）」等字樣（排列左至右）。 - 背面圖案：上緣-如意邊框圍「國泰」及「民安」兩組交錯隱藏文字，下緣-面額10圓之數字「0」內有「台灣」及「梅花」兩組交錯隱藏圖案。最下緣刻示盲人觸摸凸點1點「● 」。 - 發行時間：民國99年（2010年）4月27日。 年版：民國99年 發行地區：臺灣 直徑：26毫米。 重量：7.5公克。 幣邊：全絲邊。 |
|      | - 產品名稱：「蔣渭水先生紀念」流通硬幣 - 材質：銅幣（含鎳25%）。 - 正面圖案：蔣渭水先生（1891-1931） （页面存档备份，存于）半正面像、發行年份、生年等字樣（排列左至右）。 - 背面圖案：上緣-如意邊框圍「國泰民安」及「風調雨順」兩組交錯隱藏文字。中下緣-面額10圓之「0」內有「台灣」及「梅花」兩組交錯隱藏圖案。最下緣刻示盲人觸摸凸點1點「● 」。 - 發行時間：民國99年（2010年）8月5日。 年版：民國99年 發行地區：臺灣 直徑：26毫米。 重量：7.5公克。 幣邊：全絲邊。                             |